# Polish New Wave
Polish New Wave. Polska Nowa Fala 1983... – album kompilacyjny różnych wykonawców wydany w 1997 roku przez wytwórnię Mathaus Records.

## Lista utworów
1. Madame – "Gdyby nie szerszenie"
2. Madame – "Może właśnie Sybilla"
3. Madame – "Głupi numer"
4. Madame – "Dzień narodzin"
5. Madame – "Krawat powieszony w łaźni (Krawat Majakowskiego)"
6. Made In Poland – "Obraz we mgle"
7. Made In Poland – "Ja myślę"
8. Made In Poland – "Kobieta"
9. Made In Poland – "Ucieczka"
10. Made In Poland – "Nieskazitelna twarz"
11. Made In Poland – "Jedna kropla deszczu"
12. Variété – "I znowu ktoś przestawił kamienie"
13. Variete – "Te dni"
14. 1984 – "Tu nie będzie rewolucji"
15. 1984 – "Krucjata"
16. 1984 – "Specjalny rodzaj kontrastu"
17. 1984 – "W hołdzie fanatykom marszu (Idziemy)"
18. 1984 – "Biała chorągiewka"

## Twórcy
- Madame – R. Gawliński, R. Sadowski
- Made In Poland – zespół
- Variete – G. Kaźmierczak
- 1984 – P. Liszcz, R. Rzucidło